# Llei de Stokes
La llei de Stokes es refereix a la força de fricció experimentada per objectes esfèrics movent-se en el si d'un fluid viscós en un règim laminar de baixos nombres de Reynolds. Va ser derivada el 1851 per George Gabriel Stokes després de resoldre un cas particular de les equacions de Navier-Stokes. En general la llei de Stokes és vàlida en el moviment de partícules esfèriques petites movent-se a velocitats baixes.

Un cos que compleix la llei de Stokes es veu sotmès a dues forces, la gravitatòria i la de fregament. En el moment que ambdues s'igualen, la seva acceleració es torna nul·la i la seva velocitat constant.

La llei de Stokes pot escriure's com: 
{\displaystyle F_{r}=6\pi R\eta \nu },
on R és el radi de l'esfera, ν la seva velocitat i η la viscositat del fluid.
La condició de baixos nombres de Reynolds implica un flux laminar, la qual cosa pot traduir-se per una velocitat relativa entre l'esfera i el medi inferior a un cert valor crític. En aquestes condicions la resistència que oferix el mitjà és deguda gairebé exclusivament a les forces de fregament que s'oposen al lliscament d'unes capes de fluid sobre unes altres a partir de la capa límit adherida al cos. La llei de Stokes s'ha comprovat experimentalment en multitud de fluids i condicions.
Si les partícules estan caient verticalment en un fluid viscós a causa del seu propi pes, pot calcular-se la seva velocitat de caiguda o sedimentació igualant la força de fricció amb la força de gravetat.
{\displaystyle V_{s}={\frac {2}{9}}{\frac {r^{2}g(\rho _{p}-\rho _{f})}{\eta }}}
on:
Vs és la velocitat de caiguda de les partícules (velocitat límit)
g és la acceleració de la gravetat,
ρp és la densitat de les partícules i
ρf és la densitat del fluid.

## Aplicacions
La llei de Stokes és la base del viscosímetre d'esfera caient, en el qual el fluid es troba estacionari en un tub de vidre vertical. Una esfera de mida i densitat conegudes es fa caure a través del líquid. Si se selecciona correctament, assoleix la seva velocitat terminal, que pot ser mesurada a partir del temps que triga a traspassar 2 marques del tub. Es poden fer servir sensors electrònics per a fluids opacs. Coneixent la velocitat terminal, la mida i la densitat de l'esfera i la densitat del líquid, la llei de Stokes ens permet calcular la viscositat del fluid. Sèries de boles d'acer de diferents diàmetres s'utilitzen per millorar la precisió del càlcul. Els experiments escolars fan servir Glicerina o sirope daurat com a fluid, la tècnica es fa servir industrialment per comprovar la viscositat dels fluids fets servir en el procés.
Molts experiments escolars acostumen a involucrar la variació de temperatura o concentració de les substàncies per tal de demostrar els efectes que tenen sobre la viscositat. Els mètodes industrials inclouen diferents olis i polímers com a líquids per a aquestes solucions.
La importància de la llei de Stokes s'il·lustra en el fet que ha tingut un paper crucial en la recerca que ha portat a almenys 3 Premis Nobel.
La llei de Stokes és important per entendre com neden els microorganismes i l'esperma; també la sedimentació sota la força de la gravetat, de petites partícules i organismes, en aigua.
En l'aire, es pot fer servir la mateixa teoria per explicar perquè les petites gotes d'aigua (o cristalls de gel) poden romandre suspeses a l'aire (com a núvols) fins que creixen a una mida critica i comencen a caure com a pluja (o neu). Un ús similar de l'equació es pot fer servir per al dipòsit de partícules fines en l'aigua o altres fluids.

## Fluid de Stokes al voltant d'una esfera
Aquesta secció és sobre el flux de Stokes estacionari al voltant d'una esfera. Per a les forces d'una esfera en un estat no estacionari del flux de Stokes, veure l'equació de Basset-Boussinesg-Oseen

### Flux de Stokes estacionari
En el flux de Stokes, a nombres molt petits del nombre de Reynolds, el terme d'acceleració convectiva en les equacions de Navier-Stokes són negligibles. Llavors les equacions del flux són, per a un flux estacionari incompressible
{\displaystyle \nabla _{p}=\eta \nabla ^{2}u=-\eta \nabla \times \omega }
{\displaystyle \nabla \cdot u=0}
On:
- p és la pressió del fluid (Pa)
- u és la velocitat del flux (m/s)
- ω és la vorticitat (s-1), definida com: {\displaystyle \omega =\nabla \times u}

Fent servir alguns càlculs vectorials d'identitats, aquestes equacions es poden resultar en les equacions de Laplace per a la pressió i cadascun dels components del vector de vorticitat:
{\displaystyle \nabla ^{2}\omega =0} i {\displaystyle \nabla ^{2}p=0}
Forces addicionals com la gravetat i la flotabilitat no s'han tingut en compte, però es poden afegir fàcilment, ja que les equacions de sobre son lineals, per tant es poden aplicar la superposició lineal de solucions i forces associades.

### Flux al voltant d'una esfera
Pel cas d'una esfera en un camp llunyà uniforme, val la pena fer servir un sistema de coordenades cilíndric (r, φ, z). L'eix z es troba des del centre de l'esfera i en direcció amb el flux, mentre que r és el radi mesurat perpendicular a l'eix z. L'origen és al centre de l'esfera.
Com que el flux és axisimètric al voltant de l'eix z, és independent de l'azimut φ.
En aquest sistema de coordenades cilíndriques, el flux incompressible es pot descriure amb la funció de corrent de Stokes ψ, depenent de r i z.
{\displaystyle \nu =-{\frac {1}{r}}{\frac {\delta \psi }{\delta z}}}, {\displaystyle \omega ={\frac {1}{r}}{\frac {\delta \psi }{\delta r}}}
Amb v i w els components de la velocitat en les direccions de r i z, respectivament. El component de la velocitat azimutal en la direcció φ val zero, en aquest cas axisimètric. El volum del flux, a través d'un tub lligat a través d'una superfície de constant ψ, és igual a 2π ψ i és constant.
Per aquest cas de flux axisimètric, només la component no nul·la del vector de vorticitat és la component φ azimutal ω_φ
{\displaystyle \omega _{\varphi }={\frac {\delta \nu }{\delta z}}-{\frac {\delta \omega }{\delta r}}=-{\frac {\delta }{\delta r}}\left({\frac {1}{r}}{\frac {\delta \psi }{\delta r}}\right)-{\frac {1}{r}}{\frac {\delta ^{2}\psi }{\delta z^{2}}}}
L'operador de Laplace aplicat a la vorticitat ω_φ, es torna en aquest sistema de coordenades cilíndriques amb axisimetria :
{\displaystyle \nabla ^{2}\omega _{\varphi }={\frac {1}{r}}{\frac {\delta }{\delta r}}(r{\frac {\delta \omega _{\varphi }}{\delta r}})+{\frac {\delta ^{2}\omega _{\varphi }}{\delta z^{2}}}-{\frac {\omega _{\varphi }}{r^{2}}}=0}
A partir de les dues equacions prèvies, i amb les apropiades condicions de contorn, per un camp llunyà amb un flux uniforme amb velocitat V en la direcció Z i una esfera de radi R, la solució es troba com a:
{\displaystyle \psi =-{\frac {1}{r}}Vr^{2}\left[1-{\frac {3}{2}}{\frac {R}{\sqrt[{2}]{r^{2}+z^{2}}}}+{\frac {1}{2}}\left({\frac {R}{\sqrt[{2}]{r^{2}+z^{2}}}}\right)^{3}\right]}
La força de la viscositat per unitat d'àrea σ, exercida pel fluid a la superfície de l'esfera, és en la direcció de l'eix Z a tot arreu. Més concretament, té el mateix valor a tot arreu de l'esfera:
{\displaystyle \sigma ={\frac {3\mu V}{2R}}e_{z}}
Amb e, el vector unitari en la direcció Z. Per a altres formes que l'esfèrica, σ no és constant al llarg de la superfície del cos. La integració de la força de la viscositat per unitat de area σ sobre la superfície esfèrica dona la força de fricció F_d d'acord amb la llei de Stokes.

## Velocitat terminal i temps de sedimentació
A la velocitat terminal, la força de fricció F_d a l'esfera es compensa per l'excés de força {\displaystyle F_{g}} deguda a la diferència entre la massa de l'esfera i la seva flotabilitat, ambdues causades per la gravetat.
{\displaystyle F_{g}=(\rho _{p}-\rho _{f})g{\frac {4}{3}}\pi R^{3}}
Amb {\displaystyle \rho _{p}} i {\displaystyle \rho _{f}} les densitats de l'esfera i del fluid, respectivament, i {\displaystyle g} l'acceleració gravitacional. Aplicant balanç de forces {\displaystyle F_{d}=F_{g}} i solucionant per a la velocitat {\displaystyle V} s'obté la velocitat terminal {\displaystyle V_{s}}.
Noti's que, mentre la força de flotabilitat augmenta amb R3 i la força de fricció augmenta amb R, la velocitat terminal augmenta amb R² i aquests varien àmpliament amb la mida de la partícula. Si la velocitat terminal s'assoleix relativament de pressa, una mitjana de temps de sedimentació es pot calcular dividint l'altura des de la qual cau la partícula per la seva velocitat terminal.